# Taft Jordan
Taft Jordan (15. února 1915 – 1. prosince 1981) byl americký jazzový trumpetista. Na začátku své kariéry, počátkem třicátých let, hrál v kapele The Washboard Rhythm Kings. Roku 1933 nastoupil do orchestru Chicka Webba, v němž zůstal až do roku 1942. Následně hrál, v letech 1943 až 1947, v orchestru Duka Ellingtona. Během své kariéry spolupracoval s mnoha dalšími hudebníky, mezi které patří například Miles Davis, Ruth Brown, Geoff Muldaur a Dizzy Gillespie.